# Nomis
Pour plus de détails, voir Fiche technique et Distribution.
Nomis ou Prédateur Nocturne au Québec (Night Hunter) est un thriller canadien réalisé par David Raymond et sorti en 2018.

## Synopsis
Un lieutenant de police cybercriminelle, Walter Marshall, et une profileuse, Rachel Chase, enquêtent sur les crimes d'un prédateur sexuel qui s'en prend à de jeunes filles. Pour le capturer, Marshall doit collaborer avec un ancien juge, Cooper, qui traque les pédophiles ou violeurs en série avec l'aide d'une jeune fille, Lara, qui les attire pour mieux les piéger. Finalement, enlevée par un criminel, celle-ci permet à Marshall de l'identifier en pénétrant dans un manoir où il découvre d'autres captives encore vivantes. Cependant, il s'avère que leur kidnappeur, Simon Stulls, est schizophrène et la police tente de savoir s'il est responsable de ses actes. Très vite, un autre meurtrier attaque les membres de la police en posant notamment une bombe dans la voiture d'un technicien et en enlevant la petite fille d'un collègue de Marshall. Quant à Lara, elle disparaît sans laisser de traces.

## Fiche technique
Sauf indication contraire, les informations mentionnées dans cette section peuvent être confirmées par la base de données cinématographiques IMDb,  présente dans la section « Liens externes ».
- Titre original : Night Hunter
- Titre français : Nomis
- Réalisation et scénario : David Raymond
- Photographie : Michael Barrett
- Musique : Alex Lu
- Décors : Grant MacDonald
- Costumes : Sandra Soke
- Direction artistique : Bruce Cook et Mike Mulhall
- Production : David Raymond, Robert Ogden Barnum, Chris Pettit, Jeff Beesley, Rick Dugdale
- Sociétés de production : Arcola Entertainment, Arise Pictures, Buffalo Gal Pictures, Fortitude International et PalmStar Media
- Société de distribution : Saban Films
- Genre : thriller, policier
- Pays de production :  Canada
- Durée : 98 minutes
- Dates de sortie[1] :
  - États-Unis : 28 septembre 2018 (Los Angeles Film Festival)
  - États-Unis : 6 septembre 2019 (sortie nationale)
  - Canada : 16 octobre 2019 (DVD)
  - France : 6 novembre 2019 (DVD)
- Classification[2] :
  - États-Unis : R
  - France : interdit aux moins de 13 ans

## Distribution
- Henry Cavill (VF : Adrien Antoine) : Walter Marshall
- Alexandra Daddario (VF : Ludivine Maffren) : Rachel Chase
- Ben Kingsley (VF : Féodor Atkine) : Michael Cooper
- Stanley Tucci (VF : Bernard Alane) : le commissaire Harper
- Nathan Fillion (VF : Guillaume Orsat) : Matthew Queen
- Minka Kelly (VF : Chantal Baroin) : Angie
- Brendan Fletcher (VF : Olivier Chauvel) : Simon Stulls / Nomis Stulls
- Mpho Koaho (VF : Jean-Baptiste Anoumon) : Glasow
- Eliana Jones (VF : Cindy Lemineur) : Lara
- Emma Tremblay : Faye Marshall
- Carlyn Burchell : Amy Stulls
- Daniela Lavender : Dickerman
- Beverly Noukwu : Biggs
- Dylan Penn : Sophia

## Production
Le tournage a lieu de février à avril 2017. Il se déroule principalement à Winnipeg dans le Manitoba.

## Distinctions
- Prix ACTRA : nommé au prix du meilleur cascadeur pour Terry Ray[4]